# Crush - La storia di Diego
Crush - La storia di Diego è una serie televisiva italiana per ragazzi del 2024, diretta da Valentina Bertuzzi e prodotta da Stand by me in collaborazione con Rai Kids.
Si tratta del terzo capitolo della serie Crush, dopo Crush - La storia di Stella e Crush - La storia di Tamina e prima di Crush - La storia di Matilde.

## Trama
Protagonista della serie è Diego, un adolescente di 13 anni che vive una vita apparentemente tranquilla con buoni voti a scuola, le partite al computer con l’amico Fabio, le lezioni di oboe e un amore segreto per la bellissima Erika. L'arrivo di Leo, un nuovo compagno di classe con un'aura di fascino e sicurezza con cui stringe una forte amicizia, cambia radicalmente la sua vita; Diego viene infatti trascinato al'interno di una baby gang di cui Leo, l’elemento più carismatico che gli altri amano seguire è il leader. Diego si trova così diviso tra l'essere attratto dalla sicurezza e dalla popolarità di Leo e la disapprovazione delle azioni del gruppo. Questo coinvolgimento lo porta a compromettere i suoi rapporti familiari, scolastici e sentimentali. Solo quando la situazione degenera con un'aggressione a un compagno di scuola, Diego si rende conto dei pericoli e dei suoi errori e decide di rompere con la gang. Tuttavia quest'ultimo viene incolpato da Leo di essere l’unico responsabile dell’aggressione. Alla fine con l’aiuto dei suoi veri amici, Sara, Erika e Fabio, Diego riesce a scagionarsi e a denunciare la gang ma deve anche assumersi la responsabilità delle sue azioni, confessando tutto ai genitori e accettando una punizione.

## Personaggi
- Diego Bacci: il protagonista della serie, è un ragazzo di 13 anni che frequenta la terza media dell’istituto Elsa Morante, all’inizio faceva lezioni di oboe per partecipare poi al saggio di Natale, ora invece suona la chitarra elettrica di suo nonno. Farà parte di una baby gang insieme a Leo, un suo compagno di classe poi però ne uscirà grazie all’aiuto dei suoi amici Fabio e Sara; da sempre è innamorato di Erika ricambiato e gioca alla console col suo migliore amico Fabio.

- Leo: un compagno di classe di Diego, che fa parte di una baby gang con un gruppo di amici: Michele, Andrea, Carlo e Miz. Alla fine della serie dovrà frequentare una comunità perché ha aggredito un compagno di classe Gianni a soli 13 anni e ha i genitori divorziati.

- Erika: la cotta di Diego, di cui ne è anche lei innamorata e lo aiuterà a uscire dalla baby gang di cui Diego faceva parte, insieme a Sara e Fabio.

- Sara: una amica di Diego che con lui suonerà la chitarra elettrica, cantando poi una canzone e all’inizio Sara suonava il violino da 3 anni.

- Fabio: il migliore amico di Diego con il quale passa le serate alla console.

## Episodi
| Stagione       | Episodi | Prima TV |
| -------------- | ------- | -------- |
| Prima stagione | 10      | 2024     |

## Sequel
Nel 2025 è stato realizzato il quarto capitolo della serie, ovvero Crush - La storia di Matilde. 